# ポリアクリロニトリル

PANの構造式

ポリアクリロニトリル (polyacrylonitrile) とは有機高分子の一種で、アクリロニトリルを重合させて得られるもの。製造にはラジカル重合が用いられる。PAN と略称される。

## アクリル繊維
アクリル繊維は主成分が PAN で、アクリル酸メチル、酢酸ビニル、メタクリル酸メチル などのエステルとともに共重合させたもの。

## 熱処理
PAN を空気中で熱処理 (400-600 ℃) すると、環化が起こり不融化する。非酸素条件で熱処理 (600-1300 ℃) すると炭素繊維が、2000 ℃ 以上では黒鉛繊維が得られる。

## 有機半導体
1959年にはポリアクリロニトリルに放射線を照射することによって半導体の性質を備えることがニコライ・セミョーノフ達によって報告され、真偽を巡り議論された